# لیگ برتر فوتبال استونی ۲۰۱۴
لیگ برتر فوتبال استونی ۲۰۱۴ (انگلیسی: 2014 Meistriliiga) بیست و چهارمین فصل لیگ برتر فوتبال استونی است که با قهرمانی باشگاه فوتبال لوادیا تالین به پایان رسیده‌است.

## جدول لیگ
| رتبه | تیم                             | بازی | برد | مساوی | باخت | گل زده | گل خورده | گل تفاضل | امتیاز | صعود یا سقوط                                 |
| ---- | ------------------------------- | ---- | --- | ----- | ---- | ------ | -------- | -------- | ------ | -------------------------------------------- |
| ۱    | باشگاه فوتبال لوادیا تالین (C)  | ۳۶   | ۲۶  | ۶     | ۴    | ۱۱۲    | ۱۹       | ۹۳+      | ۸۴     | صعود به مرحله اول انتخابی لیگ قهرمانان اروپا |
| ۲    | باشگاه فوتبال سیلامائه کالو     | ۳۶   | ۲۵  | ۴     | ۷    | ۱۰۸    | ۳۴       | ۷۴+      | ۷۹     | صعود به مرحله اول انتخابی جام یوفا           |
| ۳    | باشگاه فوتبال فلورا تالین       | ۳۶   | ۲۴  | ۷     | ۵    | ۸۸     | ۳۶       | ۵۲+      | ۷۹     | صعود به مرحله اول انتخابی جام یوفا           |
| ۴    | باشگاه فوتبال نومه کالیو        | ۳۶   | ۲۴  | ۶     | ۶    | ۸۵     | ۱۹       | ۶۶+      | ۷۸     | صعود به مرحله اول انتخابی جام یوفا           |
| ۵    | باشگاه فوتبال اینفونت           | ۳۶   | ۱۹  | ۹     | ۸    | ۸۰     | ۴۴       | ۳۶+      | ۶۶     |                                              |
| ۶    | باشگاه فوتبال پایده لینامیسکوند | ۳۶   | ۹   | ۸     | ۱۹   | ۳۹     | ۶۷       | ۲۸−      | ۳۵     |                                              |
| ۷    | باشگاه فوتبال تارتو تامکا       | ۳۶   | ۷   | ۷     | ۲۲   | ۳۷     | ۸۳       | ۴۶−      | ۲۸     |                                              |
| ۸    | باشگاه فوتبال ناروا ترانس       | ۳۶   | ۶   | ۱۰    | ۲۰   | ۳۷     | ۷۹       | ۴۲−      | ۲۸     |                                              |
| ۹    | Lokomotiv (R)                   | ۳۶   | ۴   | ۶     | ۲۶   | ۳۵     | ۱۱۵      | ۸۰−      | ۱۸     | پلی‌آف سقوط                                   |
| ۱۰   | باشگاه فوتبال تالینا کالو (R)   | ۳۶   | ۳   | ۳     | ۳۰   | ۲۱     | ۱۴۶      | ۱۲۵−     | ۱۲     | سقوط به لیگ دسته اول فوتبال استونی           |

1. ↑  Nõmme Kalju qualified for the لیگ اروپا ۱۶–۲۰۱۵ of the UEFA Europa League as winners of the 2014–15 Estonian Cup

## پلی‌آف سقوط
| ۱۶ نوامبر ۲۰۱۴                        | باشگاه فوتبال ویلیاندی تولویک | ۰ – ۰  | Lokomotiv | ویلیاندی                                                     |
| ۱۳:۰۰ زمان اروپای شرقی (یوتی‌سی ۲:۰۰+) |                               | Report |           | ورزشگاه: ورزشگاه ویلیاندی تماشاگران: ۲۶۰ داور: Kristo Tohver |

| ۲۲ نوامبر ۲۰۱۴                        | Lokomotiv    | ۱ – ۱  | باشگاه فوتبال ویلیاندی تولویک | کوتلا-یاروه                                                        |
| ۱۳:۰۰ زمان اروپای شرقی (یوتی‌سی ۲:۰۰+) | Yablokov ۵۳' | Report | Ilves ۷۱'                     | ورزشگاه: Ahtme Gümnaasiumi kunstmuru تماشاگران: ۹۶ داور: Eiko Saar |

باشگاه فوتبال ویلیاندی تولویک پس از تساوی ۱–۱ در دو بازی رفت و برگشت با گل زده در خانه حریف به [لیگ برتر فوتبال استونی ۲۰۱۵]] صعود کرد.